# Holathalu, Koratagere
Holathalu là một làng thuộc tehsil Koratagere, huyện Tumkur, bang Karnataka, Ấn Độ.